# Die neun Leben des Tomas Katz
Die neun Leben des Tomas Katz (Originaltitel: The Nine Lives of Tomas Katz) ist ein britisch-deutscher Film von Regisseur Ben Hopkins aus dem Jahr 2000.

## Handlung
Am Tag einer Sonnenfinsternis entsteigt in London ein Fremder der Kanalisation (sein Name ist „Nein“; der Name „Tomas Katz“ kommt im Film tatsächlich nicht vor). Der Fremde schlüpft nacheinander in die Gestalt verschiedener Menschen, mit denen er zusammentrifft. Mittels seiner hypnotischen Fähigkeiten spielt er den Menschen und staatlichen Institutionen kleinere und größere Streiche und stürzt so die Stadt unaufhaltsam immer weiter ins Chaos. Sein Gegenspieler ist ein blinder Polizeiinspektor mit ungewöhnlichen Methoden, der statt in der physischen Realität vorzugsweise auf der Astralebene ermittelt. Ihm wird die übernatürliche Qualität der Vorgänge schnell klar, und gemeinsam mit seinem Assistenten Cuthbert versucht er, sich der Entwicklung entgegenzustellen. Er kann sie jedoch nicht aufhalten, denn die Aktivitäten des Fremden sind von ganz oben angeordnet: Es ist das Ende der Welt, die Realität wird Schritt für Schritt abgeschaltet, und die Bewohner Londons werden mit zweckentfremdeten U-Bahn-Zügen ins Jenseits überführt. Der Film endet mit einer beklemmenden Jenseitsvision und lässt den Zuschauer ratlos zurück.

## Charakteristik
Der Film ist in der Hauptsache in Schwarz-Weiß gehalten, mit wenigen farbigen und Sepia-Einsprengseln. Er benutzt eine Montage aus realistischen Spielszenen und solchen, die mit einfachen Ausstattungsmitteln surreale Effekte erzielen, zusammen mit Bildern des Londoner Alltags, die durch die Art der Text- und Musikunterlegung sowie durch den Handlungszusammenhang, in dem sie erscheinen, zunehmend verfremdet und umgedeutet werden. Die surrealen Elemente des Films sind Zeichen für den Zerfall der bekannten Realität im Zuge der sich entfaltenden Apokalypse. Neben der unverkennbar mystischen Zielrichtung ist der Film im Einzelnen jedoch auch geprägt von der Satire auf Alltagsgegebenheiten (wie etwa U-Bahn-Ausfällen, dem Fernsehprogramm als solchem oder der allgegenwärtigen Videoüberwachung).

## Entstehungsgeschichte
Laut Regisseur Hopkins ist Die neun Leben des Tomas Katz durch Motive des Alten Testaments inspiriert, namentlich den Offenbarungen und dem Jüngsten Gericht. Auch verarbeitete er Drogenerfahrungen aus seiner Teenagerzeit. Die Dreharbeiten wurden zu einem guten Teil improvisiert, da Hopkins für die Außenszenen aus Kostengründen auf Drehgenehmigungen verzichtete und die Drehorte ohne Vorbereitungen aufsuchte. Innerhalb von drei Wochen waren die Arbeiten am Film abgeschlossen.

## Rezeption
Für Schnitt.de stellte Rezensent Thomas Waitz heraus, Tomas Katz versuche nicht, einen eigenen visuellen Stil zu entwickeln, sondern biete eine „Vielzahl heterogener Stylings und (einen) gewollten Bruch erwartbarer Sehweisen“, was in Verbindung mit dem „gefangennehmenden“ Soundtrack einen „einzigartigen, ruhelosen Film“ ergebe, der sich einer vorschnellen Interpretation verschließe. Spiegel Online bezeichnete den Film als „absurd, makaber und erfrischend“; Rezensentin Cristina Moles Kaupp sah sich beeindruckt davon, wie Tom Fisher beim Wechseln der Charaktere „die Eigenheiten jeder Rolle herauskitzelt und sie immer wieder ins Surreale treibt“. In Summe handele es sich um ein „mit feinstem schwarzem Humor durchtränktes (...) eigenwilliges Weltuntergangsopus“.

„Ein die Geschichte des Kinos und die Filmstile vom Stummfilm bis zum Videoclip zitierender experimenteller Spielfilm, dessen improvisiert wirkende Inszenierung hohe Anforderungen an die Aufmerksamkeit des Zuschauers stellt. Dieser wird dafür aber mit einem bemerkenswerten innovativen Filmerlebnis belohnt.“

### Auszeichnungen
Im Jahr 2000 gewann Tom Fisher für seine Darstellung des „Nein“ beim Fantasporto-Filmvestival im portugiesischen Porto den Preis in der Kategorie „Bester Schauspieler“. 2002 wurde Ben Hopkins für die Regie von Tomas Katz mit dem Evening Standard British Film Award in der Kategorie „Most Promising Newcomer“ ausgezeichnet.
Hopkins wurde für die Regie von Tomas Katz für zwei weitere Preise nominiert, gewann sie aber nicht: Im Jahr 2000 für die Kategorie „Beste Regie“ beim Fantasporto-Festival und 2001 für die Kategorie „Beste Regie“ beim Sitges Film Festival im spanischen Sitges.